# Carl Johansson Schenberg
Carl Johansson Schenberg, född omkring 1718, död 28 augusti 1789 i Skänninge församling, Östergötlands län, var en svensk handelsman, rådman och riksdagsledamot.

## Biografi
Carl Johansson Schenberg föddes omkring 1718. Han var son till kyrkoherden Johannes Schenberg och Katarina Salander i Normlösa församling. Schenberg blev rådman och handelsman i Skänninge. Han var riksdagsledamot av riksdagen 1760–1762 och riksdagen 1765–1766. Schenberg avled 28 augusti 1789 i Skänninge församling av vattusot.